# Stazione di Saint-Brieuc
La stazione di Saint-Brieuc (in francese Gare de Saint-Brieuc) è la principale stazione ferroviaria di Saint-Brieuc, Francia.